# 秦怀保
秦怀保（1947年—），河北魏县人，中国人民解放军将领、中国人民解放军武警中将。 
2005年，授予中国人民解放军武警中将，曾任武警部队政治部主任。 